# Aeropuerto Internacional "Francisco García de Hevia" de La Fría
El Aeropuerto Nacional "Francisco García de Hevia" de La Fría (IATA: LFR, OACI: SVLF), está situado a unos 45 kilómetros al norte de la localidad de San Cristóbal (Venezuela). Es uno de los 5 aeropuertos presentes en la región fronteriza Cúcuta - San Cristóbal, siendo los otros SVSA, SVSO, SKCC y SVPM
Se prevé que se convierta en la puerta de San Cristóbal ya que tras la finalización de la Autopista San Cristóbal-La Fría el trayecto entre las dos ciudades tomaría unos 30 minutos. Uno de los planes de la aerolínea bandera es el de establecer La Fría como punto de desarrollo endógeno de la zona llanera conectándola con pequeños vuelos comerciales a la ciudad de Barinas.
El Aeropuerto Nacional "Francisco García de Hevia" de La Fría, estado Táchira, actualmente está en operación. Cuenta con dos aerolíneas, Laser y CONVIASA.
Para la rehabilitación general de este aeropuerto se invirtieron un aproximado de 62 millones de bolívares.
Los trabajos contemplan la remodelación en la plataforma de parqueo de las aeronaves y la colocación de aire acondicionado en las áreas del terminal.
El titular del despacho, Hébert Josué García Plaza, informó además que cada vuelo tendrá una capacidad de 70 pasajeros y posteriormente se incrementarán de acuerdo con las necesidades. También se coordinaran con las aerolíneas Rutaca y Aeroandina para incrementar estos vuelos.
García Plaza refirió que en el proceso de rehabilitación se desarrollará un terminal de carga, como puerta de entrada y salida de la producción agrícola y animal que tiene la entidad andina, que sirva conexión al Mercado Común del Sur (Mercosur).
Agregó que se trabaja en la posible proyección de un hotel para este terminal y se planificará para abrir vuelos desde esta zona a la Perla del Caribe y convertir en corto plazo este aeropuerto en internacional.

## Aerolíneas y destinos
| Destinos por aerolínea                  | Destinos por aerolínea             |
| Aerolíneas                              | Ciudades                           |
| --------------------------------------- | ---------------------------------- |
| Conviasa 2 destinos                     | Nacionales (2): Caracas / Porlamar |
| Laser Airlines 1 destino                | Nacional (1): Caracas              |
| Total: 2 destinos, 1 país, 2 aerolíneas |                                    |

### Destinos nacionales
| Ciudades                                                            | Nombre del aeropuerto                               | Aerolíneas                | Frecuencias |
| ------------------------------------------------------------------- | --------------------------------------------------- | ------------------------- | ----------- |
| Caracas - Distrito Capital                                          | Aeropuerto Internacional de Maiquetía Simón Bolívar | Conviasa / Laser Airlines | 3: 2 / 1    |
| Nueva Esparta - Porlamar                                            | Aeropuerto Internacional del Caribe Santiago Mariño | Conviasa                  | 2           |
| Total: 2 destinos, 2 estados, 2 aerolíneas, 4 frecuencias semanales |                                                     |                           |             |

## Aeronaves
- Venezuela
  - J31